# Unione Sportiva Fiorenzuola 1922 2023-2024
Questa voce raccoglie le informazioni riguardanti l'US Fiorenzuola 1922 nelle competizioni ufficiali della stagione 2023-2024.

## Stagione
Nella stagione 2023-2024 il Fiorenzuola disputa il quindicesimo campionato della sua storia in Serie C, il terzo consecutivo.
I rossoneri vengono inseriti, diversamente dall’annata precedente, nel girone A, che comprende squadre del nord Italia; all'inizio della stagione la squadra, reduce dalla salvezza ottenuta nel campionato precedente, parte con l'obiettivo dichiarato di conquistare la permanenza in categoria. Dopo quattro stagioni viene interrotto il rapporto con l'allenatore Luca Tabbiani, che si trasferisce al neopromosso Catania e viene sostituito da Andrea Bonatti, reduce dall'esonero dalla panchina della Triestina avvenuto nella stagione precedente. Al suo fianco, in veste di allenatore in seconda, viene promosso l'ex capitano Ettore Guglieri, che nell'annata precedente aveva svolto il ruolo di collaboratore tecnico.
La prima partita della stagione è la gara casalinga contro il Renate valida per la prima giornata di campionato, che vede i rossoneri sconfitti per 1-0 dai nerazzurri brianzoli. I primi punti stagionali arrivano alla terza giornata, con la vittoria casalinga per 2-1 contro l'AlbinoLeffe.
Il 3 ottobre si disputa il primo turno di Coppa Italia, che vede il Fiorenzuola ospitare il Novara, la partita si conclude sul 3-2 per i piemontesi, con la conseguente eliminazione dei rossoneri dalla competizione.
Il 15 ottobre, due giorni dopo la sconfitta casalinga per 4-0 con il Legnago, l'allenatore Andrea Bonatti viene sollevato dalla guida tecnica della prima squadra con la squadra al terzultimo posto in classifica con 6 punti in 8 giornate; contestualmente viene annunciato che la conduzione della squadra viene affidata a Francesco Turrini, allenatore della formazione Primavera. Nelle giornate successive al cambio di allenatore il rendimento della squadra non varia, con i rossoneri che ottengono diverse sconfitte e dopo 15 giornate occupano l'ultimo posto in classifica a pari punti con il Novara.
Dopo aver terminato il girone di andata al penultimo posto in classifica con 14 punti, un paio in più dell'Alessandria ultimo, il 31 dicembre viene annunciato il ritorno di Turrini sulla panchina della formazione Primavera, mentre il giorno successivo la panchina della prima squadra viene affidata a Luca Tabbiani, di ritorno alla guida dei rossoneri dopo che la sua esperienza a Catania è culminata con un esonero.
Con il ritorno dell'allenatore genovese alla guida dei rossoneri, dopo una sconfitta, all'esordio contro il Renate, arriva una serie positiva di sei turni, che si interrompe solo alla ventisettesima giornata, con la sconfitta contro il Legnago, permettendo ai rossoneri di rimanere in zona play-out, distanziandosi dall'ultimo posto. Alla penultima giornata, con il pareggio casalingo per 1-1 contro il Padova, il Fiorenzuola ottiene la certezza matematica di disputare i play-out per garantirsi un posto in terza serie nella stagione 2024-2025; a seguito della sconfitta per 2-0 contro il Novara nell'ultima giornata viene definito l'avversario dei rossoneri che chiudono il torneo al diciottesimo posto e si ritrovano contro agli stessi azzurri piemontesi negli spareggi salvezza.
Nei play-out i fiorenzuolani vengono sconfitti dai piemontesi per 3-1 nella gara casalinga di andata e per 2-1 nel ritorno in Piemonte, retrocedendo in Serie D dopo tre stagioni in terza serie.

## Divise e sponsor
| 1ª divisa | 2ª divisa | 3ª divisa |

## Organigramma societario
Dal sito internet ufficiale della società.
Area direttiva
- Presidente: Luigi Pinalli
- Vice presidenti: Giovanni Pighi e Daniele Baldrighi
- Consiglieri: Luca Baldrighi e Pier Fiorenzo Orsi

Area organizzativa
- Direttore sportivo: Marco Bernardi
- Segretario generale: Giuseppe Romeo
- Segretaria amministrativa: Alessandra Foletti
- Collaboratore societario: Roberto Pezza
- Responsabile comunicazione: Andrea Fanzini
- Direttore sportivo Academy: Mariano Guarneri
- Segretario Academy: Nicolò Marcotti
- Magazzinieri: Giacomo Grolli e Gianni Rossetti

Dal sito internet ufficiale della società.
Area tecnica
- Allenatore: Andrea Bonatti (fino al 15 ottobre 2023), dal 15 ottobre 2023 Francesco Turrini[10], dal 1º gennaio 2024 Luca Tabbiani[14]
- Vice allenatore: Ettore Guglieri (fino al 1º gennaio 2024), dal 1º gennaio 2024 Michele Coppola[14]
- Preparatore atletico: Francesco Pellegrini (fino al 3 gennaio 2024)[21], dal 1º gennaio 2024 Paolo Bertoncini[14]
- Preparatore dei portieri: Claudio Rapacioli
- Collaboratore tecnico: dal 1º gennaio 2024 Ettore Guglieri[14]

## Rosa
| N. |                    | Ruolo | Calciatore           |
| -- | ------------------ | ----- | -------------------- |
| 1  | Italia (bandiera)  | P     | Matteo Sorzi         |
| 2  | Italia (bandiera)  | D     | Davide Gentile       |
| 3  | Italia (bandiera)  | D     | Mattia Maffei        |
| 4  | Italia (bandiera)  | D     | Simone Potop         |
| 5  | Italia (bandiera)  | C     | Jacopo Nelli         |
| 6  | Italia (bandiera)  | D     | Andrea Bondioli      |
| 7  | Russia (bandiera)  | C     | Juri Gonzi           |
| 8  | Italia (bandiera)  | C     | Riccardo Stronati    |
| 8  | Italia (bandiera)  | C     | Diego Binelli        |
| 9  | Italia (bandiera)  | A     | Thomas Alberti       |
| 10 | Italia (bandiera)  | C     | Davide Di Quinzio    |
| 11 | Serbia (bandiera)  | A     | Miloš Bočić          |
| 11 | Italia (bandiera)  | A     | Bob Murphy Omoregbe  |
| 13 | Senegal (bandiera) | A     | Assane Seck          |
| 14 | Italia (bandiera)  | C     | Edoardo Oneto        |
| 15 | Italia (bandiera)  | D     | Francesco Coghetto   |
| 17 | Italia (bandiera)  | D     | Alessandro Silvestro |
| 18 | Italia (bandiera)  | A     | Fabio Ceravolo       |

| N. |                      | Ruolo | Calciatore        |
| -- | -------------------- | ----- | ----------------- |
| 19 | Italia (bandiera)    | C     | Christian Sussi   |
| 20 | Italia (bandiera)    | D     | Riccardo Oddi     |
| 20 | Australia (bandiera) | A     | Gabriel Popovic   |
| 21 | Italia (bandiera)    | A     | Mattia Morello    |
| 22 | Italia (bandiera)    | P     | Riccardo Bertozzi |
| 22 | Svezia (bandiera)    | P     | Johan Guadagno    |
| 23 | Italia (bandiera)    | D     | Riccardo Nava     |
| 26 | Italia (bandiera)    | D     | Michele Cremonesi |
| 27 | Italia (bandiera)    | C     | Luca Mora         |
| 28 | Italia (bandiera)    | D     | Giorgio Brogni    |
| 29 | Italia (bandiera)    | C     | Mattia Musatti    |
| 30 | Italia (bandiera)    | C     | Felice D'Amico    |
| 32 | Italia (bandiera)    | C     | Enrico Di Gesù    |
| 38 | Italia (bandiera)    | D     | Stefano Reali     |
| 66 | Ucraina (bandiera)   | C     | Danil Kenzin      |
| 77 | Italia (bandiera)    | C     | Roberto Beretta   |
| 90 | Italia (bandiera)    | A     | Nicola Anelli     |

## Calciomercato
Dei giocatori parte della rosa durante la stagione precedente vengono rinnovati i contratti in scadenza del portiere Sorzi e dei difensori Coghetto e Potop.
Lasciano la squadra i difensori Cavalli, Dimarco e Frison, i centrocampisti Bontempi, Fiorini e Piccinini e gli attaccanti Egharevba, Giani e Sereni che fanno ritorno, alla scadenza del prestito, alle società detentrici del loro cartellino, il portiere Iselle, in prestito al Colorno, il difensore Quaini, ceduto a titolo definitivo al Catania, i centrocampisti Caffarra, ceduto in prestito al Brescello Piccardo, e Giallombardo, in prestito al Bra, il portiere Battaiola, il difensore Danovaro, il centrocampista Currarino e gli attaccanti Mastroianni, Sartore e Scardina, svincolati, nonché il portiere Maini, il difensore Marmiroli e i centrocampisti Arduini e Baldini, anch’essi svincolati dopo il rientro dai rispettivi prestiti.
Nella sessione estiva vengono acquistati il portiere Guadagno, in prestito dal Pisa, i difensori Gentile, in prestito dalla Fiorentina, Nava, svincolatosi dal Piacenza, e Silvestro, in prestito dall'Inter, i centrocampisti Beretta, liberatosi dal Carpi, Di Quinzio, in prestito dal Pisa, Gonzi, svincolatosi dal Piacenza, Musatti, in prestito dall Feralpisalò, Nelli, a titolo definito dal Modena e Sussi, in prestito dal Pisa, e gli attaccanti Alberti, liberatosi dal Brusaporto, Ceravolo, svincolatosi dal Padova, Omoregbe, in prestito dal Milan e Seck, in prestito dala Pisa.
L'11 ottobre viene annunciata la firma del difensore Cremonesi, svincolato dopo l'esperienza con la Reggiana. Il 30 novembre successivo viene invece annunciata la rescissione del contratto col il difensore Francesco Coghetto, utilizzato solo in Coppa Italia Serie C durante la prima parte di stagione.
Nella sessione invernale vengono acquistati il portiere Bertozzi, svincolato, i difensori Brogni, in prestito dall'Atalanta, Maffei, in prestito dal Catania, e Reali, in prestito dalla Entella, i centrocampisti D'Amico, in prestito dall'Avellino, e Mora, a titolo definitivo dal Pescara e gli attaccanti Bočić e Popovic, entrambi in prestito dal Catania.
Vengono invece ceduti il portiere Guadagno, che rientra al Pisa dopo la risoluzione del prestito, i difensori Oddi, a titolo definitivo al Rimini, e Silvestro, che rientra all'Inter per la conclusione del suo prestito, i centrocampisti Beretta, che il cui contratto viene risolto, Kenzin, a titolo definitivo al Nibbiano & Valtidone, e Stronati, a titolo definitivo al Crotone, e l'attaccante Omoregbe, che fa ritorno al Milan per fine prestito.

### Sessione estiva(dal 01/07 al 01/09)
| Acquisti | Acquisti             | Acquisti             | Acquisti      |
| R.       | Nome                 | da                   | Modalità      |
| -------- | -------------------- | -------------------- | ------------- |
| P        | Johan Guadagno       | Pisa                 | prestito      |
| P        | Nicola Maini         | Terme Monticelli     | fine prestito |
| D        | Davide Gentile       | Fiorentina           | prestito      |
| D        | Brando Marmiroli     | Colorno              | fine prestito |
| D        | Riccardo Nava        |                      | svincolato    |
| D        | Alessandro Silvestro | Inter                | prestito      |
| C        | Ettore Arduini       | Arezzo               | fine prestito |
| C        | Tommaso Baldini      | Nibbiano & Valtidone | fine prestito |
| C        | Roberto Beretta      |                      | svincolato    |
| C        | Davide Di Quinzio    | Pisa                 | prestito      |
| C        | Juri Gonzi           |                      | svincolato    |
| C        | Mattia Musatti       | Feralpisalò          | prestito      |
| C        | Jacopo Nelli         | Modena               | definitivo    |
| C        | Christian Sussi      | Pisa                 | prestito      |
| A        | Thomas Alberti       |                      | svincolato    |
| A        | Fabio Ceravolo       |                      | svincolato    |
| A        | Bob Murphy Omoregbe  | Milan                | prestito      |
| A        | Assane Seck          | Pisa                 | prestito      |

| Cessioni | Cessioni               | Cessioni           | Cessioni      |
| R.       | Nome                   | a                  | Modalità      |
| -------- | ---------------------- | ------------------ | ------------- |
| P        | Nicholas Battaiola     |                    | svincolato    |
| P        | Tommaso Iselle         | Colorno            | prestito      |
| P        | Nicola Maini           |                    | svincolato    |
| D        | Tommaso Cavalli        | Atalanta           | fine prestito |
| D        | Christian Dimarco      | Feralpisalò        | fine prestito |
| D        | Federico Danovaro      |                    | svincolato    |
| D        | Filippo Frison         | Fiorentina         | fine prestito |
| D        | Brando Marmiroli       |                    | svincolato    |
| D        | Alessandro Quaini      | Catania            | definitivo    |
| C        | Tommaso Baldini        |                    | svincolato    |
| C        | Marco Bontempi         | Sampdoria          | fine prestito |
| C        | Carlo Caffarra         | Brescello Piccardo | prestito      |
| C        | Michele Currarino      |                    | svincolato    |
| C        | Mattia Fiorini         | Fiorentina         | fine prestito |
| C        | Samuele Giallombardo   | Bra                | prestito      |
| C        | Gabriele Piccinini     | Pisa               | fine prestito |
| A        | Destiny Egharevba      | Fiorentina         | fine prestito |
| A        | Elia Giani             | Pisa               | fine prestito |
| A        | Ferdinando Mastroianni |                    | svincolato    |
| A        | Francisco Sartore      |                    | svincolato    |
| A        | Filippo Scardina       |                    | svincolato    |
| A        | Marcello Sereni        | Rimini             | fine prestito |

### Sessione invernale(dal 02/01 allo 01/02)
| Acquisti | Acquisti          | Acquisti | Acquisti   |
| R.       | Nome              | da       | Modalità   |
| -------- | ----------------- | -------- | ---------- |
| P        | Riccardo Bertozzi |          | definitivo |
| D        | Giorgio Brogni    | Atalanta | prestito   |
| D        | Mattia Maffei     | Catania  | prestito   |
| D        | Stefano Reali     | Entella  | prestito   |
| C        | Felice D'Amico    | Avellino | prestito   |
| C        | Luca Mora         | Pescara  | definitivo |
| A        | Miloš Bočić       | Catania  | prestito   |
| A        | Gabriel Popovic   | Catania  | prestito   |

| Cessioni | Cessioni             | Cessioni             | Cessioni                  |
| R.       | Nome                 | a                    | Modalità                  |
| -------- | -------------------- | -------------------- | ------------------------- |
| P        | Johan Guadagno       | Pisa                 | fine prestito             |
| D        | Riccardo Oddi        | Rimini               | definitivo                |
| D        | Alessandro Silvestro | Inter                | fine prestito             |
| C        | Roberto Beretta      |                      | risoluzione del contratto |
| C        | Danil Kenzin         | Nibbiano & Valtidone | definitivo                |
| C        | Riccardo Stronati    | Crotone              | definitivo                |
| A        | Bob Murphy Omoregbe  | Milan                | fine prestito             |

### Operazioni esterne alle sessioni
| Acquisti | Acquisti          | Acquisti | Acquisti   |
| R.       | Nome              | da       | Modalità   |
| -------- | ----------------- | -------- | ---------- |
| D        | Michele Cremonesi |          | svincolato |

| Cessioni | Cessioni           | Cessioni | Cessioni                  |
| R.       | Nome               | a        | Modalità                  |
| -------- | ------------------ | -------- | ------------------------- |
| D        | Francesco Coghetto |          | risoluzione del contratto |

## Risultati

### Serie C

#### Girone di andata
| Arbitro: | Manzo (Torre Annunziata) |

|  |           |                |
|  | Marcatori | 48’ Sorrentino |

| Arbitro: | Allegretta (Molfetta) |

|                                             |           |             |
| Arras 3’ (rig.) Barranca 67’ Barranca 90+8’ | Marcatori | 42’ Alberti |

| Arbitro: | Gangi (Enna) |

|                       |           |          |
| Ceravolo 5’ Gonzi 70’ | Marcatori | 27’ Zoma |

| Arbitro: | Longo (Cuneo) |

|                                        |           |  |
| Malotti 41’ (rig.) Stronati 60’ (aut.) | Marcatori |  |

| Arbitro: | Peletti (Crema) |

|                        |           |           |
| Ceravolo 24’ Gonzi 26’ | Marcatori | 30’ Attys |

| Arbitro: | Djurdjevic (Trieste) |

|                                       |           |             |
| Nepi 28’ Maggio 32’, 44’ Condello 35’ | Marcatori | 74’ Alberti |

| Arbitro: | Rispoli (Locri) |

|  |           |                               |
|  | Marcatori | 12’ Piccinini 22’ Bernat Guiu |

| Arbitro: | Canci (Carrara) |

|  |           |                                          |
|  | Marcatori | 8’, 48’ Rocco 10’ Giani 87’ Svidercoschi |

| Arbitro: | Silvestri (Roma 1) |

|                      |           |  |
| Casarotto 86’ (rig.) | Marcatori |  |

| Arbitro: | Castelleone (Napoli) |

|                               |           |                |
| Alberti 43’ Omoregbe 69’, 86’ | Marcatori | 82’ Pellegrini |

| Arbitro: | Catanzaro (Catanzaro) |

|                            |           |              |
| Lescano 49’ Vallocchia 75’ | Marcatori | 64’ Bondioli |

| Arbitro: | Maccarini (Arezzo) |

|              |           |  |
| Ceresoli 51’ | Marcatori |  |

| Arbitro: | Andreano (Prato) |

|                       |           |                                           |
| Potop 44’ Alberti 82’ | Marcatori | 25’ Galuppini 30’ Giacomelli 35’ Brignani |

| Arbitro: | Zoppi (Firenze) |

|              |           |              |
| Stanzani 77’ | Marcatori | 29’ Bondioli |

| Arbitro: | Nigro (Prato) |

|              |           |                        |
| Anelli 90+4’ | Marcatori | 39’ Fall 56’ Fumagalli |

| Arbitro: | Poli (Verona) |

|  |           |             |
|  | Marcatori | 38’ Alberti |

| Fiorenzuola 8 dicembre 2023, ore 17.00 CET 17ª giornata | Fiorenzuola           | 0 – 0 referto | Arzignano | Stadio comunale di Fiorenzuola d'Arda (277 spett.)\| Arbitro: \| Gasperotti (Rovereto) \| |
| Arbitro:                                                | Gasperotti (Rovereto) |               |           |                                                                                           |

| Arbitro: | Diop (Treviglio) |

|                                      |           |  |
| Belli 30’ Liguori 45’ Bortolussi 61’ | Marcatori |  |

| Arbitro: | Zago (Conegliano) |

|             |           |                        |
| Alberti 86’ | Marcatori | 36’ Scappini 68’ Corti |

#### Girone di ritorno
| Arbitro: | Restaldo (Ivrea) |

|                                              |           |            |
| Paudice 26’ Cremonesi 74’ (aut.) Bocalon 88’ | Marcatori | 44’ Anelli |

| Fiorenzuola 13 gennaio 2024, ore 18.30 CET 21ª giornata | Fiorenzuola               | 0 – 0 referto | Pro Sesto | Stadio comunale di Fiorenzuola d'Arda (462 spett.)\| Arbitro: \| Di Francesco (Ostia Lido) \| |
| Arbitro:                                                | Di Francesco (Ostia Lido) |               |           |                                                                                               |

| Arbitro: | Mazzoni (Prato) |

|          |           |                         |
| Zoma 53’ | Marcatori | 2’, 61’ (rig.) Ceravolo |

| Arbitro: | Di Loreto (Terni) |

|           |           |           |
| Sussi 15’ | Marcatori | 35’ Ilari |

| Arbitro: | Ceriello (Chiari) |

|  |           |                        |
|  | Marcatori | 66’ Di Gesù 90+4’ Seck |

| Arbitro: | Viapiana (Catanzaro) |

|                                 |           |                                           |
| Ceravolo 27’, 68’ Cremonesi 81’ | Marcatori | 36’ Rutigliano 78’ Santoro 80’ Mustacchio |

| Arbitro: | Poli (Verona) |

|          |           |                         |
| Caia 12’ | Marcatori | 3’ Morello 43’ Ceravolo |

| Arbitro: | Baratta (Rossano) |

|                                   |           |            |
| Giani 39’ Svidercoschi 78’ (rig.) | Marcatori | 2’ D'Amico |

| Arbitro: | Ramondino (Palermo) |

|             |           |               |
| D'Amico 38’ | Marcatori | 83’ Demirović |

| Arbitro: | Totaro (Lecce) |

|             |           |               |
| Ferrari 47’ | Marcatori | 90+2’ D'Amico |

| Arbitro: | Gavini (Aprilia) |

|  |           |                                |
|  | Marcatori | 8’ Malomo 32’ Rizzo 79’ Pavlev |

| Arbitro: | Angelillo (Nola) |

|                         |           |              |
| Oneto 77’ Musatti 90+5’ | Marcatori | 24’ Palestra |

| Arbitro: | Gauzolino (Torino) |

|                            |           |  |
| Potop 21’ (aut.) Fiori 42’ | Marcatori |  |

| Arbitro: | Gandino (Alessandria) |

|                            |           |           |
| Alberti 53’, 66’ Gonzi 75’ | Marcatori | 27’ Pitou |

| Arbitro: | Zoppi (Firenze) |

|                                    |           |  |
| Maguette Fall 24’ Mbarick Fall 36’ | Marcatori |  |

| Arbitro: | Peletti (Crema) |

|                       |           |  |
| Nelli 46’ Alberti 48’ | Marcatori |  |

| Arbitro: | Iannello (Messina) |

|                             |           |  |
| Menabò 66’ Lakti 70’, 90+1’ | Marcatori |  |

| Arbitro: | Baratta (Rossano) |

|              |           |                 |
| Ceravolo 37’ | Marcatori | 75’ Delli Carri |

| Arbitro: | Mirabella (Napoli) |

|               |           |  |
| Urso 26’, 45’ | Marcatori |  |

#### Play-out
| Arbitro: | Cavaliere (Paola) |

|            |           |                                               |
| Anelli 73’ | Marcatori | 36’ Urso 45+1’ (rig.) Bentivegna 45+4’ Ongaro |

| Arbitro: | Rinaldi (Bassano del Grappa) |

|                               |           |                      |
| Urso 3’ Bentivegna 72’ (rig.) | Marcatori | 90+2’ (rig.) Alberti |

### Coppa Italia Serie C
| Arbitro: | Gasperotti (Rovereto) |

|                   |           |                                             |
| Omoregbe 10’, 14’ | Marcatori | 20’ Prinelli 37’ Gerardini 90+4’ Bonaccorsi |

## Statistiche

### Statistiche di squadra
| Competizione         | Punti | In casa | In casa | In casa | In casa | In casa | In casa | In trasferta | In trasferta | In trasferta | In trasferta | In trasferta | In trasferta | Totale | Totale | Totale | Totale | Totale | Totale | D.R. |
| Competizione         | Punti | G       | V       | N       | P       | Gf      | Gs      | G            | V            | N            | P            | Gf           | Gs           | G      | V      | N      | P      | Gf     | Gs     | D.R. |
| -------------------- | ----- | ------- | ------- | ------- | ------- | ------- | ------- | ------------ | ------------ | ------------ | ------------ | ------------ | ------------ | ------ | ------ | ------ | ------ | ------ | ------ | ---- |
| Serie C              | 38    | 19      | 6       | 6       | 7       | 24      | 28      | 19           | 4            | 2            | 13           | 14           | 34           | 38     | 10     | 8      | 20     | 38     | 62     | -24  |
| Play-out             |       | 1       | 0       | 0       | 1       | 1       | 3       | 1            | 0            | 0            | 1            | 1            | 2            | 2      | 0      | 0      | 2      | 2      | 5      | -3   |
| Coppa Italia Serie C |       | 1       | 0       | 0       | 1       | 2       | 3       | 0            | 0            | 0            | 0            | 0            | 0            | 1      | 0      | 0      | 1      | 2      | 3      | -1   |
| Totale               |       | 21      | 6       | 6       | 9       | 27      | 34      | 20           | 4            | 2            | 14           | 15           | 36           | 41     | 10     | 8      | 23     | 42     | 70     | -28  |

### Andamento in campionato
| Giornata  | 1  | 2  | 3  | 4  | 5  | 6  | 7  | 8  | 9  | 10 | 11 | 12 | 13 | 14 | 15 | 16 | 17 | 18 | 19 | 20 | 21 | 22 | 23 | 24 | 25 | 26 | 27 | 28 | 29 | 30 | 31 | 32 | 33 | 34 | 35 | 36 | 37 | 38 |
| --------- | -- | -- | -- | -- | -- | -- | -- | -- | -- | -- | -- | -- | -- | -- | -- | -- | -- | -- | -- | -- | -- | -- | -- | -- | -- | -- | -- | -- | -- | -- | -- | -- | -- | -- | -- | -- | -- | -- |
| Luogo     | C  | T  | C  | T  | C  | T  | C  | C  | T  | C  | T  | T  | C  | T  | C  | T  | C  | T  | C  | T  | C  | T  | C  | T  | C  | T  | T  | C  | T  | C  | C  | T  | C  | T  | C  | T  | C  | T  |
| Risultato | P  | P  | V  | P  | V  | P  | P  | P  | P  | V  | P  | P  | P  | N  | P  | V  | N  | P  | P  | P  | N  | V  | N  | V  | N  | V  | P  | N  | N  | P  | V  | P  | V  | P  | V  | P  | N  | P  |
| Posizione | 16 | 19 | 13 | 18 | 13 | 16 | 17 | 18 | 18 | 18 | 19 | 19 | 19 | 19 | 20 | 18 | 18 | 18 | 19 | 19 | 19 | 18 | 18 | 18 | 18 | 18 | 18 | 18 | 18 | 18 | 18 | 18 | 18 | 18 | 17 | 18 | 18 | 18 |

Legenda:

Luogo: C = Casa; T = Trasferta. Risultato: V = Vittoria; N = Pareggio; P = Sconfitta.

### Statistiche dei giocatori
Sono in corsivo i calciatori che hanno lasciato la società a stagione in corso.
| Giocatore     | Serie C  | Serie C | Serie C     | Serie C    | Coppa Italia Serie C | Coppa Italia Serie C | Coppa Italia Serie C | Coppa Italia Serie C | Totale   | Totale | Totale      | Totale     |
| Giocatore     | Presenze | Reti    | Ammonizioni | Espulsioni | Presenze             | Reti                 | Ammonizioni          | Espulsioni           | Presenze | Reti   | Ammonizioni | Espulsioni |
| ------------- | -------- | ------- | ----------- | ---------- | -------------------- | -------------------- | -------------------- | -------------------- | -------- | ------ | ----------- | ---------- |
| T. Alberti    | 34+2     | 9+1     | 6           | 0          | 0                    | 0                    | 0                    | 0                    | 36       | 10     | 6           | 0          |
| N. Anelli     | 23+2     | 2+1     | 1+1         | 0          | 1                    | 0                    | 0                    | 0                    | 26       | 3      | 2           | 0          |
| R. Beretta    | 12       | 0       | 1           | 0          | 1                    | 0                    | 0                    | 0                    | 13       | 0      | 1           | 0          |
| R. Bertozzi   | 0        | 0       | 0           | 0          | 0                    | 0                    | 0                    | 0                    | 0        | 0      | 0           | 0          |
| D. Binelli    | 1        | 0       | 0           | 0          | 0                    | 0                    | 0                    | 0                    | 1        | 0      | 0           | 0          |
| M. Bočić      | 12+2     | 0       | 3+1         | 0          | 0                    | 0                    | 0                    | 0                    | 14       | 0      | 4           | 0          |
| A. Bondioli   | 27       | 2       | 4           | 0          | 1                    | 0                    | 1                    | 0                    | 28       | 2      | 5           | 0          |
| G. Brogni     | 11+1     | 0       | 1           | 0          | 0                    | 0                    | 0                    | 0                    | 12       | 0      | 1           | 0          |
| F. Ceravolo   | 30+2     | 8       | 3           | 1          | 0                    | 0                    | 0                    | 0                    | 32       | 8      | 3           | 1          |
| F. Coghetto   | 0        | 0       | 0           | 0          | 1                    | 0                    | 0                    | 0                    | 1        | 0      | 0           | 0          |
| M. Cremonesi  | 10+2     | 1       | 1+1         | 1          | 0                    | 0                    | 0                    | 0                    | 12       | 1      | 2           | 1          |
| F. D'Amico    | 15+1     | 3       | 1+1         | 0          | 0                    | 0                    | 0                    | 0                    | 16       | 3      | 2           | 0          |
| E. Di Gesù    | 30+2     | 1       | 1           | 0          | 1                    | 0                    | 0                    | 0                    | 33       | 1      | 1           | 0          |
| D. Di Quinzio | 17       | 0       | 2           | 0          | 1                    | 0                    | 0                    | 0                    | 18       | 0      | 2           | 0          |
| D. Gentile    | 17       | 0       | 1           | 0          | 1                    | 0                    | 0                    | 0                    | 18       | 0      | 1           | 0          |
| J. Gonzi      | 21       | 3       | 1           | 0          | 0                    | 0                    | 0                    | 0                    | 21       | 3      | 1           | 0          |
| J. Guadagno   | 5        | -11     | 0           | 0          | 0                    | 0                    | 0                    | 0                    | 5        | -11    | 0           | 0          |
| D. Kenzin     | 0        | 0       | 0           | 0          | 1                    | 0                    | 0                    | 0                    | 1        | 0      | 0           | 0          |
| M. Maffei     | 14+2     | 0       | 4           | 0          | 0                    | 0                    | 0                    | 0                    | 16       | 0      | 4           | 0          |
| L. Mora       | 15+2     | 0       | 5+1         | 1          | 0                    | 0                    | 0                    | 0                    | 17       | 0      | 6           | 1          |
| M. Morello    | 30+2     | 1       | 1           | 0          | 0                    | 0                    | 0                    | 0                    | 32       | 1      | 1           | 0          |
| M. Musatti    | 22+2     | 1       | 1           | 0          | 0                    | 0                    | 0                    | 0                    | 24       | 1      | 1           | 0          |
| R. Nava       | 9        | 0       | 1           | 0          | 0                    | 0                    | 0                    | 0                    | 9        | 0      | 1           | 0          |
| J. Nelli      | 27+2     | 1       | 6+1         | 1          | 1                    | 0                    | 0                    | 0                    | 30       | 1      | 7           | 1          |
| R. Oddi       | 11       | 0       | 0           | 0          | 1                    | 0                    | 0                    | 0                    | 12       | 0      | 0           | 0          |
| B. Omoregbe   | 12       | 2       | 0           | 0          | 1                    | 2                    | 0                    | 0                    | 13       | 4      | 0           | 0          |
| E. Oneto      | 25+2     | 1       | 2+2         | 1          | 1                    | 0                    | 1                    | 0                    | 28       | 1      | 5           | 1          |
| G. Popovic    | 6        | 0       | 0           | 0          | 0                    | 0                    | 0                    | 0                    | 6        | 0      | 0           | 0          |
| S. Potop      | 34+1     | 1       | 9           | 0+1        | 0                    | 0                    | 0                    | 0                    | 35       | 1      | 9           | 1          |
| S. Reali      | 10       | 0       | 4           | 1          | 0                    | 0                    | 0                    | 0                    | 10       | 0      | 4           | 1          |
| A. Seck       | 18+1     | 1       | 1+1         | 0          | 1                    | 0                    | 0                    | 0                    | 20       | 1      | 2           | 0          |
| A. Silvestro  | 14       | 0       | 1           | 0          | 1                    | 0                    | 0                    | 0                    | 15       | 0      | 1           | 0          |
| M. Sorzi      | 33+2     | -51+-5  | 3           | 0          | 1                    | -3                   | 0                    | 0                    | 36       | -59    | 3           | 0          |
| R. Stronati   | 18       | 0       | 9           | 0          | 0                    | 0                    | 0                    | 0                    | 18       | 0      | 9           | 0          |
| C. Sussi      | 32+1     | 1       | 9           | 0          | 0                    | 0                    | 0                    | 0                    | 33       | 1      | 9           | 0          |

## Giovanili

### Organigramma
- Responsabile settore giovanile: Settimio Lucci[95]
- Segretario settore giovanile: Nicolò Marcotti[95]
- Responsabile amministrativo: Elio Bravi[95]
- Medico sociale: Bruno Sartori[95]
- Psicologa in formazione: Chiara Scarabelli[95]
- Collaboratore segreteria: Giovanni Segalini[95]
- Magazziniere: Angelo Pollastri[95]
- Collaboratori: Maurizio Monti e Stefano Marmiroli[95]

Primavera
- Allenatore: Francesco Turrini[95], dal 25 ottobre 2023 Elia Oliverio[96], dal 30 ottobre 2023 Francesco Zanoncelli[97], dal 31 dicembre 2023 Francesco Turrini[13]
- Preparatore atletico: Matteo Zanghi[95]
- Preparatore dei portieri: Giovanni Villani[95]
- Team Manager: Giovanni Segalini[95]

Under 17
- Allenatore: Simone Benecchi[95]
- Preparatore atletico: Marco Barbacini[95]
- Preparatore dei portieri: Nicola Cassinelli[95]
- Collaboratore tecnico: Rocco Feroleto[95]

Under 15
- Allenatore: Nicolò Araldi[95]
- Preparatore atletico: Matteo Bracchi[95]
- Preparatore dei portieri: Giovanni Villani[95]
- Collaboratore tecnico: Andrea Brusco[95]
- Team Manager: Roberto Franzini[95]

Under 14
- Allenatore: Elia Oliverio[95]
- Preparatore atletico: Matteo Zanghi[95]
- Preparatore dei portieri: Giovanni Villani[95]
- Team Manager: Riccardo Candoli[95]

Under 13
- Istruttore: Luca Ziveri[95]
- Preparatore coordinativo: Luca Candido[95]
- Preparatore dei portieri: Andrea Zoppi[95]

Under 12
- Istruttore: Maurizio Danini e Luca Di Nola[95]
- Preparatore coordinativo: Luca Candido[95]
- Preparatore dei portieri: Andrea Zoppi[95]

### Piazzamenti
- Primavera 3:
  - Campionato: in corso
- Under-17:
  - Campionato: in corso
- Under-15:
  - Campionato: in corso